# 20136 Eisenhart
20136 Eisenhart è un asteroide della fascia principale. Scoperto nel 1996, presenta un'orbita caratterizzata da un semiasse maggiore pari a 1,9306640 UA e da un'eccentricità di 0,0645625, inclinata di 24,26252° rispetto all'eclittica.
L'asteroide è dedicato al matematico statunitense Luther Pfahler Eisenhart.